# Fanny Lindkvist
Fanny Lindkvist, född 1 mars 1988 i Eskilstuna, är en svensk hälsoinspiratör, matfotograf, influencer och författare.
Lindkvist driver matbloggen lesscarbs.se med glutenfria, hälsosamma recept och artiklar om hållbarhet och hälsa.
År 2017 gav hon ut kokboken Det stora matäventyret: att lyckas med barnen i köket (Pagina förlag). År 2018 publicerade hon Giftfri: ett rent liv utan tillsatser (Forum Förlag) som är skriven tillsammans med Martina Johansson. Boken har översatts till två språk.
Lindkvist har gjort livestreamad matlagning med Danyel Couet, drivit podden Fanny och Ila med Ila Lassfolk samt medverkat i ett antal poddar, artiklar, radioreportage och TV.
År 2019 tilldelades hon Matbloggspriset i kategorin Folkets val.